# Grand Prix-wegrace van Frankrijk 1965
De Grand Prix-wegrace van Frankrijk 1965 was de vierde Grand Prix van het wereldkampioenschap wegrace voor motorfietsen in het seizoen 1965. De races werden verreden op 16 mei op het Circuit Rouen-les-Essarts ten zuiden van Rouen in Normandië. In deze Grand Prix kwamen de 250cc-, 125cc-, 50cc- en de zijspanklasse aan de start.

## 250cc-klasse
In Frankrijk was Jim Redman hersteld van zijn sleutelbeenbreuk. De overmacht van Phil Read met de Yamaha RD 56 en Jim Redman met de Honda 3RC 164 was overweldigend. Redman ging aan de leiding en bouwde zelfs een voorsprong van dertien seconden op. In de vijftiende ronde viel hij echter uit met een defecte versnellingsbak. Read won met een ronde voorsprong op Bruce Beale (met de "oude" Honda RC 164), Barry Smith (Bultaco) werd op twee ronden derde, Jean-Claude Guenard (Bultaco) op drie ronden vierde en Rex Avery (EMC) op vier ronden vijfde.

### Uitslag 250cc-klasse
| Pos | Coureur             | Merk      | Tijd      | Pnt |
| --- | ------------------- | --------- | --------- | --- |
| 1   | Phil Read           | Yamaha    | 1:03"28'2 | 8   |
| 2   | Bruce Beale         | Honda     | +1 ronde  | 6   |
| 3   | Barry Smith         | Bultaco   | +2 ronden | 4   |
| 4   | Jean-Claude Guénard | Bultaco   | +3 ronden | 3   |
| 5   | Rex Avery           | Bultaco   | +4 ronden | 2   |
| 6   | Alain Barbaroux     | Aermacchi | +4 ronden | 1   |
| 7   | Claude Vigreux      | Aermacchi | +4 ronden |     |
| 8   | Jean Auréal         | Aermacchi | +4 ronden |     |

### Niet gefinisht
| Coureur    | Merk  | Oorzaak         |
| ---------- | ----- | --------------- |
| Jim Redman | Honda | Versnellingsbak |

### Niet deelgenomen
| Coureur       | Merk   | Oorzaak |
| ------------- | ------ | ------- |
| Mike Hailwood | Honda  | [ 1 ]   |
| John Buckner  | Yamaha | [ 2 ]   |

### Onbekend[3]
| Coureur             | Merk      |
| ------------------- | --------- |
| Kevin Cass          | Cotton    |
| Frank Perris        | Suzuki    |
| Mike Duff           | Yamaha    |
| František Šťastný   | Jawa      |
| Heinz Rosner        | MZ        |
| Günter Beer         | Honda     |
| José Maria Busquets | Montesa   |
| Ramón Torras        | Bultaco   |
| Bill Ivy            | Yamaha    |
| Bob Coulter         | Bultaco   |
| David Williams      | Mondial   |
| Derek Woodman       | MZ        |
| Ralph Bryans        | Honda     |
| Alberto Pagani      | Aermacchi |
| Gilberto Milani     | Aermacchi |
| Giuseppe Visenzi    | Aermacchi |
| Silvio Grassetti    | Morini    |
| Tarquinio Provini   | Benelli   |
| Gosuke Yamashita    | Honda     |
| Hiroshi Hasegawa    | Yamaha    |
| Isamu Kasuya        | Honda     |
| Yoshimi Katayama    | Suzuki    |
| Ginger Molloy       | Bultaco   |
| Remo Venturi        | Benelli   |

### Top tien tussenstand 250cc-klasse
| Pos | Coureur             | Merk      | Pnt |
| --- | ------------------- | --------- | --- |
| 1   | Phil Read           | Yamaha    | 32  |
| 2   | Mike Duff           | Yamaha    | 16  |
| 3   | Ramón Torras        | Bultaco   | 10  |
| 4   | Bruce Beale         | Honda     | 6   |
| 5   | Silvio Grassetti    | Morini    | 4   |
| 5   | Barry Smith         | Bultaco   | 4   |
| 7   | Frank Perris        | Suzuki    | 3   |
| 7   | Giuseppe Visenzi    | Aermacchi | 3   |
| 7   | Derek Woodman       | MZ        | 3   |
| 7   | Jean-Claude Guénard | Bultaco   | 3   |

## 125cc-klasse
In Frankrijk eindigden de Honda's in het achterveld en Suzuki speelde opnieuw de hoofdrol met Hugh Anderson als eerste, Ernst Degner als tweede en Frank Perris als derde. Degner had aanvankelijk de leiding in de race, maar werd teruggeworpen door een klemmende gasschuif. Derek Woodman werd weliswaar vierde met de MZ, maar had een ronde achterstand.
| Pos | Coureur          | Merk    | Tijd      | Pnt |
| --- | ---------------- | ------- | --------- | --- |
| 1   | Hugh Anderson    | Suzuki  | 52"57'4   | 8   |
| 2   | Ernst Degner     | Suzuki  | +10'5     | 6   |
| 3   | Frank Perris     | Suzuki  | +1"12'2   | 4   |
| 4   | Derek Woodman    | MZ      | +1 ronde  | 3   |
| 5   | Bruce Beale      | Honda   | +2 ronden | 2   |
| 6   | Giuseppe Visenzi | Honda   | +2 ronden | 1   |
| 7   | Pierre Viura     | Honda   | +3 ronden |     |
| 8   | Claude Vigreux   | Bultaco | +3 ronden |     |
| 9   | Bellone          | Honda   | +3 ronden |     |
| 10  | Heinz Rosner     | MZ      | +5 ronden |     |

| Coureur      | Merk  | Oorzaak |
| ------------ | ----- | ------- |
| Luigi Taveri | Honda |         |

| Coureur             | Merk    | Oorzaak    |
| ------------------- | ------- | ---------- |
| Mike Duff           | Yamaha  | Teambeleid |
| Bill Ivy            | Yamaha  | Teambeleid |
| Phil Read           | Yamaha  | Teambeleid |
| Hironori Matsushima | Yamaha  | Teambeleid |
| Bo Gehring          | Bultaco | [ 2 ]      |
| Jeff Tate           | Honda   | [ 2 ]      |
| Rick Schell         | Honda   | [ 2 ]      |

| Coureur              | Merk        |
| -------------------- | ----------- |
| Arthur Fegbli        | Honda       |
| František Boček      | ČZ          |
| Dieter Krumpholz     | MZ          |
| Jochen Leitert       | MZ          |
| Jürgen Lenk          | MZ          |
| Klaus Enderlein      | MZ          |
| Roland Rentzsch      | MZ          |
| Hans Georg Anscheidt | MZ-Kreidler |
| Walter Scheimann     | Honda       |
| Ramón Torras         | Bultaco     |
| Ralph Bryans         | Honda       |
| Tommy Robb           | Bultaco     |
| Bruno Spaggiari      | Ducati      |
| Yasuharu Yuzawa      | Honda       |
| Yoshimi Katayama     | Suzuki      |
| Ginger Molloy        | Bultaco     |

### Top tien tussenstand 125cc-klasse
| Pos | Coureur         | Merk    | Pnt |
| --- | --------------- | ------- | --- |
| 1   | Hugh Anderson   | Suzuki  | 32  |
| 2   | Frank Perris    | Suzuki  | 20  |
| 3   | Ernst Degner    | Suzuki  | 15  |
| 4   | Derek Woodman   | MZ      | 9   |
| 5   | Ramón Torras    | Bultaco | 4   |
| 6   | Rick Schell     | Honda   | 3   |
| 6   | Bruno Spaggiari | Ducati  | 3   |
| 8   | Jeff Tate       | Honda   | 2   |
| 8   | Klaus Enderlein | MZ      | 2   |
| 8   | Bruce Beale     | Honda   | 2   |

## 50cc-klasse
In Frankrijk waren de Honda RC 114's niet te kloppen. Ralph Bryans won met twaalf en een halve seconde voorsprong op Luigi Taveri en daarna kwam Ernst Degner als derde binnen. Hugh Anderson finishte wel, maar werd slechts zesde.
| Pos | Coureur       | Merk   | Tijd | Pnt |
| --- | ------------- | ------ | ---- | --- |
| 1   | Ralph Bryans  | Honda  |      | 8   |
| 2   | Luigi Taveri  | Honda  |      | 6   |
| 3   | Ernst Degner  | Suzuki |      | 4   |
| 4   | Mitsuo Itoh   | Suzuki |      | 3   |
| 5   | Jacques Roca  | Derbi  |      | 2   |
| 6   | Hugh Anderson | Suzuki |      | 1   |

| Coureur              | Merk     |
| -------------------- | -------- |
| Barry Smith          | Derbi    |
| Hans Georg Anscheidt | Kreidler |
| Ángel Nieto          | Derbi    |
| José Maria Busquets  | Derbi    |
| Charlie Mates        | Honda    |
| Ian Plumridge        | Derbi    |
| Leslie Griffiths     | Honda    |
| Akira Itoh           | Honda    |
| Haruo Koshino        | Suzuki   |
| Michio Ichino        | Suzuki   |
| Cees van Dongen      | Kreidler |
| Gastón Biscia        | Suzuki   |

### Top tien tussenstand 50cc-klasse
| Pos | Coureur              | Merk     | Pnt |
| --- | -------------------- | -------- | --- |
| 1   | Ralph Bryans         | Honda    | 22  |
| 2   | Hugh Anderson        | Suzuki   | 19  |
| 3   | Luigi Taveri         | Honda    | 15  |
| 4   | Ernst Degner         | Suzuki   | 12  |
| 5   | Mitsuo Itoh          | Suzuki   | 6   |
| 6   | Michio Ichino        | Suzuki   | 4   |
| 6   | José Maria Busquets  | Derbi    | 4   |
| 6   | Jacques Roca         | Derbi    | 4   |
| 9   | Hans Georg Anscheidt | Kreidler | 3   |
| 9   | Haruo Koshino        | Suzuki   | 3   |

## Zijspanklasse
Florian Camathias had zijn Gilera-viercilinder weer teruggegeven en een BMW gekocht. Hij had een nieuwe bakkenist, landgenoot Franz Ducret. Zij wonnen de Grand Prix van Frankrijk vóór Fritz Scheidegger/John Robinson en Max Deubel/Emil Hörner. Vooral Scheidegger spon hier garen bij, hij liep weer verder uit in de WK-stand.
| Pos | Coureur           | Bakkenist       | Merk | Tijd | Pnt |
| --- | ----------------- | --------------- | ---- | ---- | --- |
| 1   | Florian Camathias | Franz Ducret    | BMW  |      | 8   |
| 2   | Fritz Scheidegger | John Robinson   | BMW  |      | 6   |
| 3   | Max Deubel        | Emil Hörner     | BMW  |      | 4   |
| 4   | Georg Auerbacher  | Peter Rykers    | BMW  |      | 3   |
| 5   | Barry Thompson    | Richard Bradley | BMW  |      | 2   |
| 6   | Colin Seeley      | Wally Rawlings  | BMW  |      | 1   |

| Coureur               | Bakkenist        | Merk      |
| --------------------- | ---------------- | --------- |
| Arsenius Butscher     | Wolfgang Kalauch | BMW       |
| August Wolf           | Lothar Ronsdorf  | BMW       |
| Fred Huber            | Josef Huber      | BMW       |
| Heinz Luthringshauser | Hermann Hahn     | BMW       |
| Otto Kölle            | Heinz Marquardt  | BMW       |
| Siegfried Schauzu     | Horst Schneider  | BMW       |
| Charlie Freeman       | Billie Nelson    | Norton    |
| Chris Vincent         | Terry Harrison   | BMW       |
| Pip Harris            | Ray Campbell     | BMW       |
| Trevor Davies         | John Gauge       | Matchless |
| Giuseppe Dal-Toe      | Aldo Ramoli      | BMW       |

### Top tien tussenstand zijspanklasse
| Pos | Coureur           | Bakkenist        | Merk | Pnt |
| --- | ----------------- | ---------------- | ---- | --- |
| 1   | Fritz Scheidegger | John Robinson    | BMW  | 20  |
| 2   | Max Deubel        | Emil Hörner      | BMW  | 12  |
| 3   | Arsenius Butscher | Wolfgang Kalauch | BMW  | 8   |
| 3   | Florian Camathias | Franz Ducret     | BMW  | 8   |
| 5   | Siegfried Schauzu | Horst Schneider  | BMW  | 6   |
| 6   | Georg Auerbacher  | Peter Rykers     | BMW  | 5   |
| 7   | Otto Kölle        | Heinz Marquardt  | BMW  | 3   |
| 7   | August Wolf       | Lothar Ronsdorf  | BMW  | 3   |
| 7   | Barry Thompson    | Richard Bradley  | BMW  | 3   |
| 10  | Fred Huber        | Josef Huber      | BMW  | 2   |

1920 · 1921 · 1922 · 1923 · 1924 · 1925 · 1926 · 1927 · 1928 · 1929 · 1930 · 1931 · 1932 · 1933 · 1935 · 1936 · 1937 · 1938 · 1939 · 1949 · 1951 ·  1953 · 1954 · 1955 · 1958 · 1959 · 1960 · 1961 · 1962 · 1963 · 1964 · 1965 · 1966 · 1967 · 1969 · 1970 · 1972 · 1973 · 1974 · 1975 · 1976 · 1977 · 1978 · 1979 · 1980 · 1981 · 1982 · 1983 · 1984 · 1985 · 1986 · 1987 · 1988 · 1989 · 1990 · 1991 · 1992 · 1994 · 1995 · 1996 · 1997 · 1998 · 1999 · 2000 · 2001 · 2002 · 2003 · 2004 · 2005 · 2006 · 2007 · 2008 · 2009 · 2010 · 2011 · 2012 · 2013 · 2014 · 2015 · 2016 · 2017 · 2018 · 2019 · 2020 · 2021 · 2022 · 2023 · 2024 · 2025